# Calendrier fixe
Le calendrier fixe comporte 13 mois de 28 jours chacun. Un mois supplémentaire, nommé Sol, est intercalé entre juin et juillet, et le jour numéro 365 est ajouté après le 28 décembre.
Ce jour est un jour blanc ou épagomène, c'est-à-dire qu'il n'entre pas dans le décompte de la semaine.
Ce système permet à tous les mois d'être identiques.

## Histoire
Le calendrier fixe a été proposé pour la première fois en 1849 par Auguste Comte, il est appelé « calendrier positiviste », chacun des treize mois reçoit le nom d'un personnage historique. Par la suite, il a été amendé par Paul Delaporte.
Cependant, les Celtes ont eu un calendrier similaire auparavant. Chez les Celtes, à la conquête romaine, le temps humain s’est calqué sur l'agriculture et les mois duraient 28 jours, compromis entre la durée approximative d’une lunaison et la variation de ses quartiers. Il y avait alors une année de 13 mois de 28 jours (364 jours) plus 1 jour intercalaire, qui correspondait au changement de l’année ; ce qui était une assez bonne approximation de l’année solaire (365,2422) pour un retour aux équinoxes.[source insuffisante]

## Détail
| Lun | Mar | Mer | Jeu | Ven | Sam | Dim |
| 1   | 2   | 3   | 4   | 5   | 6   | 7   |
| 8   | 9   | 10  | 11  | 12  | 13  | 14  |
| 15  | 16  | 17  | 18  | 19  | 20  | 21  |
| 22  | 23  | 24  | 25  | 26  | 27  | 28  |

Les années bissextiles, un jour blanc numéro 29 est ajouté au mois de juin.
Comportant treize mois, le calendrier fixe ne peut être organisé en trimestres ni en semestres et les anniversaires du 29, du 30 et du 31 disparaissent. Son adoption comme calendrier officiel unique a donc été rejetée par de nombreux États et Églises qui le jugent trop radical. Les projets de calendrier universel cherchent à répondre à cet inconvénient en conservant le nombre et la durée des mois.

## Variante
Une variante de ce calendrier (le « calendrier perpétuel universel à symétrie de miroir ») fut présentée en 1998 par Piotr Elistratov dans le bulletin de l'Académie des Sciences Russe en réponse au concours international pour réformer le calendrier grégorien de l'ONU.
Calculé pour entrer en vigueur le 1er janvier du XXIe siècle (défini arbitrairement comme un lundi), l'année est divisée en quatre saisons de 91 jours. Chaque saison est précédée d'une semaine intercalaire dite « la semaine du trimestre ». Chaque trimestre est divisé en 3 mois, eux-mêmes divisés en 4 semaines de 7 jours. Cela porte l'année à 364 jours. Les années bissextiles sont fixes les 4e, 9e, 15e, 20e et 26e années d'un cycle de 28 ans.
De fait, les lundis correspondent toujours aux 1er, 8e, 15e et 22e jours de chaque mois, chaque trimestre, tous les ans (le premier janvier étant le jour de la nouvelle année) ; les mardis tombent les 2e, 9e, 16e et 23e jours, etc.